# Guatteria juruensis
Guatteria juruensis este o specie de plante angiosperme din genul Guatteria, familia Annonaceae, descrisă de Friedrich Ludwig Diels. Conform Catalogue of Life specia Guatteria juruensis nu are subspecii cunoscute.